# Ellipsoid Hayford
Ellipsoid Hayford là một ellipsoid tham chiếu trắc địa, được đặt theo tên của nhà trắc địa Hoa Kỳ John Fillmore Hayford (1868-1925), được giới thiệu vào năm 1910. Hayford ellipsoid còn được gọi là International ellipsoid 1924 sau khi nó được Liên đoàn quốc tế về Trắc địa và Địa vật lý IUGG thông qua vào năm 1924, và được khuyến nghị sử dụng trên toàn thế giới. Nhiều quốc gia giữ lại các ellipsoid trước đó.
Ellipsoid Hayford được xác định bởi trục bán chính của nó a = 6.378.388.000 và độ phẳng của nó f = 1: 297.00. Không giống như một số ellipsoid tiền nhiệm của nó, chẳng hạn như Ellipsoid Bessel (a = 6.377.397 m, f = 1: 299,15), là một ellipsoid châu Âu, ellipsoid Hayford cũng bao gồm các phép đo từ Bắc Mỹ, cũng như các lục địa khác (đến a mức độ thấp hơn). Nó cũng bao gồm các phép đo đẳng hướng để giảm phân kỳ dây dọiEllipsoid Hayford không đạt được độ chính xác so với Ellipsoid Helmerts ellipsoid được xuất bản 1906 (a = 6378 200 m; Erdabplattung f = 1: 298.3).
Kể từ đó, nó đã được thay thế thành "ellipsoid quốc tế" bởi ellipsoid Lucerne mới hơn (1967), GRS 80 (1980) và WGS 84 (1984).